# Thorigné
Thorigné – miejscowość i dawna gmina we Francji, w regionie Nowa Akwitania, w departamencie Deux-Sèvres. W 2013 roku populacja gminy wynosiła 1316 mieszkańców. 
W dniu 1 stycznia 2017 roku z połączenia dwóch ówczesnych gmin – Mougon oraz Thorigné – utworzono nową gminę Mougon-Thorigné. Siedzibą gminy została miejscowość Mougon. W dniu 1 stycznia 2019 roku nastąpiły kolejne zmiany administracyjne. Wówczas Thorigné zostało włączone do nowo powstałej gminy – Aigondigné. 